# Chéniers
Chéniers é uma comuna francesa na região administrativa da Nova Aquitânia, no departamento de Creuse. Estende-se por uma área de 34,9 km². Em 2010 a comuna tinha 574 habitantes (densidade: 16,4 hab./km²).